# NGC 3582
NGC 3582 is een emissienevel in het sterrenbeeld Kiel. Het hemelobject werd op 14 maart 1834 ontdekt door de Britse astronoom John Herschel.

## Synoniemen
- ESO 129-EN10